# NGC 4867
NGC 4867 est une galaxie elliptique située dans la constellation de la Chevelure de Bérénice. Sa vitesse par rapport au fond diffus cosmologique est de 5 090 ± 19 km/s, ce qui correspond à une distance de Hubble de 75,1 ± 5,3 Mpc (∼245 millions d'al). NGC 4867 a été découverte par l'astronome prussien Heinrich Louis d'Arrest en 1865.

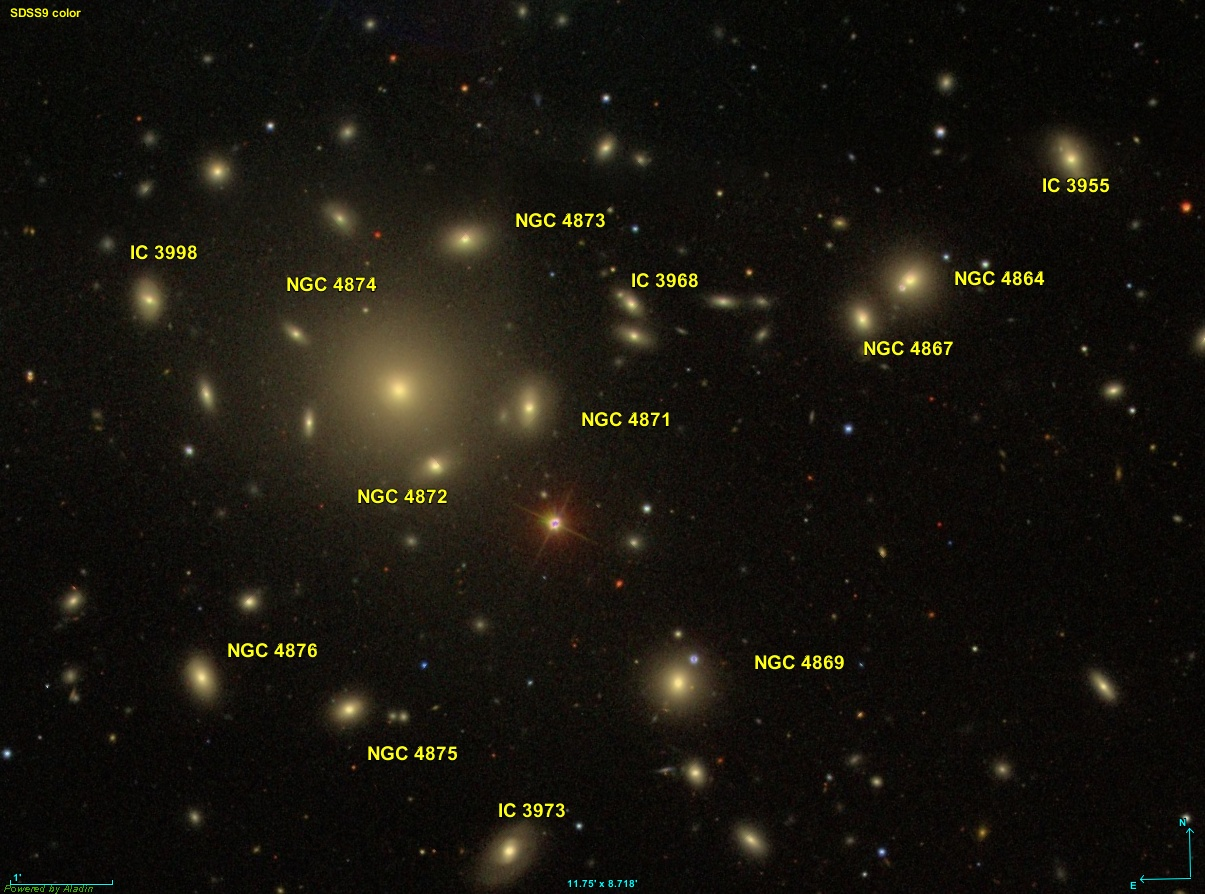
De nombreuses galaxies se trouvent dans la même région de la sphère céleste que NGC 4867, mais selon les sources consultées peu d'entre elles font partie d'un groupe de galaxies.

À ce jour, sept mesures non basées sur le décalage vers le rouge redshift) donnent une distance de 117,900 ± 32,764 Mpc (∼385 millions d'al), ce qui est nettement à l'extérieur des valeurs de la distance de Hubble. Notons que c'est avec la valeur moyenne des mesures indépendantes, lorsqu'elles existent, que la base de données NASA/IPAC calcule le diamètre d'une galaxie. Ici, si on emploie plutôt la distance de Hubble (75,1 Mpc, on obtient un diamètre passablement plus petit, soit environ 14,8 kpc (∼48 300 al).
La désignation DRCG 27-133 est utilisée par Wolfgang Steinicke pour indiquer que cette galaxie figure au catalogue des amas galactiques d'Alan Dressler. Les nombres 27 et 133 indiquent respectivement que c'est le 27e amas de la liste, soit Abell 1656 (l'amas de la Chevelure de Bérénice), et la 133e galaxie de cette liste. Cette même galaxie est aussi désignée par ABELL 1656:[D80] 133 par la base de données NASA/IPAC, ce qui est équivalent. Dressler indique que NGC 4867 est une galaxie elliptique de type E.